# Tinsukia
Tinsukia (en asamés: তিনিচুকীয়া ) es una localidad de la India, centro administrativo del distrito de Tinsukia, estado de Assam.

## Geografía
Se encuentra a una altitud de 127 m s. n. m. a 506 km de la capital estatal, Dispur, en la zona horaria UTC +5:30.

## Demografía
Según estimación 2010 contaba con una población de 94 085 habitantes.